# Денежный фетишизм

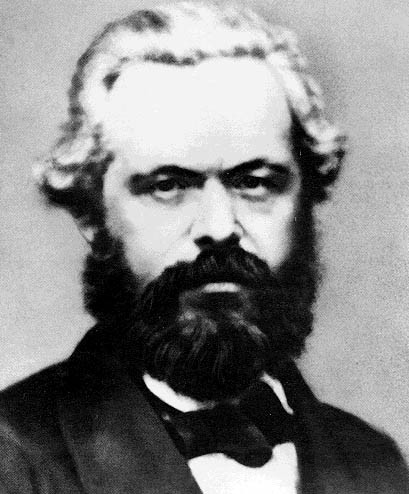
Карл Маркс

Денежный фетишизм — в марксизме культ денег, придание им особого значения, обожествление денег. Является высшим проявлением товарного фетишизма. В теоретической экономике денежный фетишизм проявляется в виде преувеличения роли денег. Денежный фетишизм может быть связан с непониманием товарной природы денег. Термин «денежный фетишизм» («нем. Geldfetischismus») был придуман Карлом Марксом.
В условиях развитого товарного производства, основанного на частной собственности, отношения между людьми проявляются через движение вещей и товаров. Вещи наделяются свойствами, которыми они по своей природе не обладают. Общественные отношения зачастую проявляются как власть денег. Считается, что те, кто обладают деньгами, имеют власть над людьми.
Денежный фетишизм начал проявляться ещё с древних времён, одновременно с возникновением денег. Так древнегреческий поэт Анакреонт писал: «И глядят с почтеньем люди на одно лишь серебро». Карл Маркс писал, что у древних народов накопление золота и серебра являлось прерогативой царей и жрецов, «ибо бог и царь товаров должен принадлежать лишь богам и царям». С развитием товарного производства роль денег в обществе возросла, а вместе с ней возрос и денежный фетишизм. Наиболее ярко он стал проявляться в капиталистическом обществе.
Советский экономист Г. А. Козлов писал: «Социалистическое хозяйство, установив общественную собственность и плановое производство, уничтожает власть денег и тем самым денежный фетишизм».